# 18-та дивізія підводних човнів (Імперський флот)
18-та дивізія підводних човнів (Імперський флот) — підрозділ Імперського флоту Японії, кораблі якого взяли участь у Другій світовій війні.
До дивізії входили великі підводні човни типу KD3 — I-54 та I-55 (завершені будівництвом у 1927 році), а також I-53, переданий у листопаді 1935-го при розформуванні 17-ї дивізії підводних човнів. Після формування 18-та дивізія належала до військово-морського округу Куре, а на момент вступу Японії у Другу світову війну в грудні 1941-го була частиною 4-ї ескадри підводних човнів.
1 грудня 1941-го, за кілька діб до відкриття бойових дій, усі три човни дивізії вирушили з порту Самах (китайський острів Хайнань) до визначених їм районів у Південнокитайському морі, де разом з кораблями інших підрозділів мали сформувати патрульну лінію поблизу півострова Малакка (на останній планувалось висадити десант того ж дня, коли ударне авіаносне з'єднання атакує Перл-Гарбор). Під час цього походу човни 18-ї дивізії не досягли якихось успіхів та 20 грудня прибули до бухти Камрань (центральна частина узбережжя В'єтнаму).
У наступні три місяці кораблі дивізії здійснили ще по два походи. У січні 1942-го вони безрезультатно діяли між Сінгапуром, Суматрою та Явою, а в лютому мали вести бойові дії в Індійському океані на південь від Яви. Два човни прибули в цей район і один з них зміг потопити два вантажні судна. I-55 також встиг пройти протокою Ломбок (яку обрало японське командування для виходу субмарин до Індійського океану в обхід Яви зі сходу), проте одразу був відкликаний до Яванського моря, щоб зайняти сектор підводного човна з іншої дивізії, який розстріляв усі свої торпеди. У підсумку I-55 також зміг збільшити рахунок 18-ї дивізії на два цивільні судна.
10 березня 1942-го 4-ту ескадру підводних човнів розформували. 18-ту дивізію підпорядкували військово-морському округу Куре, куди вона здійснила перехід у другій половині місяця.
Можливо відзначити, що в Куре протягом війни діяла навчальна ескадра підводних човнів. З огляду на вік кораблів 18-ї дивізії, вони після повернення з Південно-Східної Азії надалі використовувалися саме для обслуговування навчального процесу. При цьому 20 травня човнам дали нові найменування I-153, І-154 та І-155 (так само вчинили щодо всіх субмарин KD типів, щоб звільнити нумерацію для нових крейсерських субмарин).
31 січня 1944-го 18-ту дивізію розформували. При цьому І-153 передали як корпус школі підплаву в Отаке, а два новіші кораблі розмістили на відстій без екіпажу біля причалу в Куре. Існують дані, що щонайменша І-155 після цього рахувалась в 19-й дивізії підводних човнів.